# Beatles Bop – Hamburg Days
Beatles Bop – Hamburg Days is een compilatiealbum van de Britse band The Beatles, samen met Tony Sheridan. Het album werd op 6 november 2001 uitgebracht door Bear Family Records. Het is de meest complete collectie van nummers die de artiesten in 1961 in Hamburg opnamen. Op het album zijn zowel mono- als stereomixen te horen. Op voorgaande compilatiealbums stonden ook nummers waarop The Beatles niet te horen waren als begeleidigsband van Sheridan, maar waarop studiomuzikanten onder de naam "The Beat Brothers" de muziek verzorgden; deze nummers kwamen niet op dit album terecht. Een uitzondering hierop is "Swanee River", aangezien de versie waarop The Beatles te horen zijn verloren is gegaan.
Op 8 november 2011 bracht het productiebedrijf Time Life een gelijkwaardig compilatiealbum uit, genaamd The Beatles with Tony Sheridan – F1rst Recordings: 50th Anniversary Edition. Op dit album werd "Swanee River" niet opgenomen.

## Tracks[1]
| Nr. | Titel                                                                         | Schrijver(s)                             | Duur |
| --- | ----------------------------------------------------------------------------- | ---------------------------------------- | ---- |
| 1.  | My Bonnie (Duitse intro)                                                      | Traditioneel, arr. Tony Sheridan         | 2:43 |
| 2.  | My Bonnie (Engelse intro)                                                     | Traditioneel, arr. Tony Sheridan         | 2:41 |
| 3.  | My Bonnie (zonder intro)                                                      | Traditioneel, arr. Tony Sheridan         | 2:07 |
| 4.  | The Saints                                                                    | Traditioneel, arr. Tony Sheridan         | 3:19 |
| 5.  | Cry for a Shadow                                                              | John Lennon, George Harrison             | 2:23 |
| 6.  | Why (Can't You Love Me Again)                                                 | Bill Crompton, Sheridan                  | 2:58 |
| 7.  | Nobody's Child                                                                | Cy Coben, Mel Foree                      | 3:53 |
| 8.  | Ain't She Sweet                                                               | Milton Ager, Jack Yellen                 | 2:11 |
| 9.  | Take Out Some Insurance on Me, Baby/If You Love Me, Baby                      | Charles Singleton, Waldenese Hall        | 2:54 |
| 10. | Sweet Georgia Brown                                                           | Ben Bernie, Kenneth Casey, Maceo Pinkard | 2:03 |
| 11. | Sweet Georgia Brown (nieuwe tekst)                                            | Bernie, Casey, Pinkard                   | 2:04 |
| 12. | Sweet Georgia Brown (Amerikaanse versie)                                      | Bernie, Casey, Pinkard                   | 2:04 |
| 13. | Take Out Some Insurance on Me, Baby/If You Love Me, Baby (Amerikaanse versie) | Singleton, Hall                          | 2:52 |
| 14. | Ain't She Sweet (Amerikaanse versie)                                          | Ager, Yellen                             | 2:12 |
| 15. | Nobody's Child (Amerikaanse versie)                                           | Coben, Foree                             | 2:56 |
| 16. | My Bonnie (medleyversie)                                                      | Traditioneel, arr. Tony Sheridan         | 2:28 |
| 17. | The Saints (medleyversie)                                                     | Traditioneel, arr. Tony Sheridan         | 2:02 |
| 18. | Cry for a Shadow (medleyversie 1)                                             | Lennon, Harrison                         | 1:27 |
| 19. | Cry for a Shadow (medleyversie 2)                                             | Lennon, Harrison                         | 1:15 |
| 20. | Swanee River (met intro)                                                      | Stephen Foster                           | 2:55 |
| 21. | Swanee River (zonder intro)                                                   | Foster                                   | 2:19 |

| Nr. | Titel                                                    | Schrijver(s)                     | Duur |
| --- | -------------------------------------------------------- | -------------------------------- | ---- |
| 1.  | My Bonnie (Duitse intro)                                 | Traditioneel, arr. Tony Sheridan | 2:43 |
| 2.  | My Bonnie (Engelse intro)                                | Traditioneel, arr. Tony Sheridan | 2:41 |
| 3.  | My Bonnie (zonder intro)                                 | Traditioneel, arr. Tony Sheridan | 2:07 |
| 4.  | The Saints                                               | Traditioneel, arr. Tony Sheridan | 3:19 |
| 5.  | Cry for a Shadow                                         | Lennon, Harrison                 | 2:23 |
| 6.  | Why (Can't You Love Me Again)                            | Crompton, Sheridan               | 2:58 |
| 7.  | Nobody's Child                                           | Coben, Foree                     | 3:53 |
| 8.  | Ain't She Sweet                                          | Ager, Yellen                     | 2:11 |
| 9.  | Take Out Some Insurance on Me, Baby/If You Love Me, Baby | Singleton, Hall                  | 2:54 |
| 10. | Sweet Georgia Brown                                      | Bernie, Casey, Pinkard           | 2:03 |
| 11. | Sweet Georgia Brown (nieuwe tekst)                       | Bernie, Casey, Pinkard           | 2:04 |
| 12. | My Bonnie (medleyversie)                                 | Traditioneel, arr. Tony Sheridan | 2:28 |
| 13. | The Saints (medleyversie)                                | Traditioneel, arr. Tony Sheridan | 2:02 |
| 14. | Cry for a Shadow (medleyversie 1)                        | Lennon, Harrison                 | 1:27 |
| 15. | Cry for a Shadow (medleyversie 2)                        | Lennon, Harrison                 | 1:15 |
| 16. | Swanee River (met intro)                                 | Foster                           | 2:55 |
| 17. | Swanee River (zonder intro)                              | Foster                           | 2:19 |